# 中華人民共和国香港特別行政区国家安全維持法
中華人民共和国香港特別行政区国家安全維持法（ちゅうかじんみんきょうわこく-ホンコンとくべつぎょうせいく-こっかあんぜんいじほう、中: 中华人民共和国香港特别行政区维护国家安全法、英: Law of the People's Republic of China on Safeguarding National Security in the Hong Kong Special Administrative Region）は、香港特別行政区における国家安全維持に関する法律制度と執行メカニズムを整備するための中華人民共和国の法律。2024年には本法律を補完するため国家安全維持条例が施行された。
日本のメディアは本法について香港国家安全維持法（ホンコンこっかあんぜんいじほう）や香港国家安全法（ホンコンこっかあんぜんほう）などと呼称している。

## 立法過程

### 第13期全国人民代表大会第3回会議での法制化方針の採択
本法は2020年5月28日の第13期全国人民代表大会第3回会議で『香港特別行政区が国家安全を守るための法律制度と執行メカニズムの確立・健全化に関する全国人民代表大会の決定』が採択され、全国人民代表大会から全国人民代表大会常務委員会に香港国家安全維持法制を整備する権限が付与されたのを受けて制定された。
この決定では、香港国家安全維持法制に対する立法方針と、全人代から全人代常務委員会へ同法制を整備する権限を付与すること、関係する法律の制定後に香港政府が公布し、即日施行することなどを定めている。香港立法会による審議の機会はない。

### 全国人民代表大会常務委員会での法案審議
2020年6月1日、第13期全人代常務委員会第58回委員長会議が北京で開かれ、第13期全人代常務委員会第19回会議の開催期間を6月18日から20日までと決定し、同常務委員会会議の議事日程案が定められた。17日、委員長会議は全人代常務委員会法制工作委員会が行う香港特別行政区国家安全維持法起草工作（活動）の状況報告を聴取し、『中華人民共和国香港特別行政区国家安全維持法（草案）』を第13期全人代常務委員会第19回会議に提出することを決定した。18日、第13期全人代常務委員会第19回会議において委員長会議が提出した法律草案の議案の説明が聴取された。19日、グループ別会議が法律草案の審議を行った。20日、第13期全人代常務委員会第63回委員長会議が北京で開かれ、第13期全人代常務委員会第20回会議の開催期間を6月28日から30日までと決定し、同常務委員会会議の議事日程案が定められた。
6月30日、全国人民代表大会常務委員会は「香港国家安全維持法案」と「香港国家安全維持法」を香港特別行政区基本法の付属文書に追加する決定を全会一致（162票）で可決。習近平国家主席（党総書記・最高指導者）と林鄭月娥行政長官の公布により、現地時間同日夜11時（日本時間7月1日午前0時）より施行。

## 内容
本法第36条から第39条では次のように規定されている。本法の効力範囲は香港特別行政区の地理的区域を含む。但し、これに限定されない。香港特別行政区内において香港外、即ち香港居住者以外の行為者、並びに香港で登録された船舶および航空機に関しても適用されるものとする。香港特別行政区の管轄区域外では、同法は国内法であるため、中華人民共和国の他の管轄区域（マカオ特別行政区を除く）でも適用される。即ち、日本人（日本国籍所有者）であったとしても香港、あるいは香港籍の船や航空機に搭乗した際に本法が適用され逮捕される可能性がある事を意味している。

## 香港国家安全維持法の概要
委員長会議に委託され香港国家安全維持法草案を起草した全人代常務委員会法制工作委員会の担当責任者の説明によると、香港特別行政区国家安全維持法草案は6章66カ条あり、「総則」「香港特別行政区の国家安全維持の職責と機構」「犯罪行為と処罰」「事件の管轄」「法律の適用と手続」「中央人民政府駐香港特別行政区国家安全維持機構」「附則」に分かれるとしている。本法草案は実体法・手続法・組織法の内容を兼ね備える総合的法律であり、草案は以下の各分野の内容を包括していると説明している。
- 中央人民政府の関係国家安全事務に対する基本的責任及び香港特別行政区が国家安全を守るための憲政制度上の責任
- 香港特別行政区が国家安全を守るために遵守すべき重要な法治の原則
- 香港特別行政区が国家安全を健全に守るために設立する関係機構とその職責
- 四種類の国家安全に危害を及ぼす犯罪行為と処罰
- 事件の管轄・法律の適用と手続
- 中央人民政府駐香港特別行政区国家安全維持機構

2020年6月30日23時過ぎに公表された香港国家安全法（草案と同じく6章66条）は、7月2日、全条文の日本語訳が公開された。

### 香港特別行政区国家安全維持委員会
香港特別行政区は国家安全維持委員会（以下、「委員会」）を設立する。本委員会は香港特別行政区の国家安全を守るための事務に責任を負い、国家安全を守るための主要な責任を担い、かつ中央人民政府（国務院）の監督と問責を受ける。
委員会は行政長官が主席（議長）を担い、その構成員には政務司司長・財政司司長・律政司司長・保安局局長・警務処処長・警務処国家安全維持部門担当責任者・入境事務処処長・海関関長・行政長官弁公室主任が含まれる。
委員会の秘書処（事務局）は秘書長（事務総長）が率いる。秘書長は行政長官が指名し、中央人民政府に報告して任命する。
委員会の主な職責は以下となる。
- 香港特別行政区が国家安全を守るための情勢を分析・研究する。
- 機関の作業を計画し、方策を策定する。
- 香港特別行政区が国家安全を守るための法制度と執行機構構築を促進する。
- 香港特別行政区が国家安全を守るための主要な活動と行動を調整する。

委員会は国家安全アドバイザー（顧問）を設置する。本顧問は中央人民政府が任命し、委員会が履行する職責に関係する事務について諮問意見を提供する。顧問は委員会会議にも列席する。
委員会の執行体制は、香港国家安全維持法に先行して同様の国家安全維持法が施行されていたマカオ特別行政区の国家安全維持委員会が参考にされた。

### 香港特別行政区政府の国家安全維持部門
香港特別行政区政府警務処は国家安全維持部門（以下、「維持部門」）として国家安全処を設立し、法執行力を整備する。
維持部門責任者は、行政長官が任命し、就任する時、中華人民共和国香港特別行政区基本法の支持、中華人民共和国香港特別行政区に忠実であること、法を遵守し、秘密を守ることを誓約しなければならない。維持部門は、香港特別行政区外から専門要員や技術要員など、国家安全の維持執行に協力する者を招聘することができる。

### 香港特別行政区政府の国家安全犯罪事件検察部門
香港特別行政区政府律政司は専門の国家安全犯罪事件検察部門（以下、「検察部門」）を設立し、国家安全に危害を及ぼす犯罪事件の検察活動とその関係する法律事務に責任を負う。

### 中央人民政府の国家安全維持のための機構
中央人民政府（国務院）は香港特別行政区に国家安全維持公署（「駐港国家安全維持公署」。以下、「国家安全保障局」）を設置する。
国家安全保障局の主な職責は以下となる。
- 香港特別行政区が国家安全を守るための情勢を分析・判断する。
- 国家安全を守るための重要な戦略と重要な政策について意見と建議を提出する
- 香港特別行政区が履行する国家安全を守るための職責を監督・指導・調整・支援する。
- 国家安全維持のための情報を収集・分析する。
- 法に従い、国家安全に反する犯罪に対処する。

国家安全保障局は香港特別行政区中央人民政府連絡事務所、香港特別行政区特別委員会事務所、香港の中国人民解放軍との連携を強化する。
国家安全保障局は、香港特別行政区国家安全維持のための委員会と調整機構を設置し、香港特別行政区国家安全の維持を監督・指導する。国家安全保障局の作業部門は、国家の安全の維持のために香港特別行政区の関連機関と調整機関を確立し、情報の共有と行動の調整を強化するものとする。
国家安全保障局、外交部駐香港特別行政区特派員事務所、香港特別行政区政府は、香港特別行政区内の外国および国際機関の組織を強化するために、在香港の外国、海外NGOや新聞・通信社の管理、サービスについて必要な措置を講じるものとする。
国家安全保障局は、本法律に基づき国家を危険にさらす罪について管轄権を行使することができる。
- 外国または域外勢力の介入を含む複雑な状況が含まれ、香港特別行政区の管轄に困難をきたす場合。
- 香港特別行政区政府が本法律を効果的に実施できない深刻な状況
- 国家の安全が重大な脅威に直面している状況

安全維持に対する犯罪の管轄では、国家安全保障局が調査に責任を負う。最高人民検察院は、関連する法的機関を指定して、法的権限を行使し、最高人民法廷は、司法権を行使するために関連する裁判所を指定できる。
訴訟の調査、審査、起訴、罰則の実行、およびその他の訴訟手続きは、中華人民共和国の刑事訴訟法の関連法に準拠するものとする。
容疑者は、最初の尋問または強制措置の採択の日から被告として弁護士に委任する権利を有する。容疑者と被告が合法的に逮捕された後、できるだけ早く司法機関による公正な裁判を受ける権利を有する。

### 国家安全に危害を及ぼす犯罪行為とその処罰
第3章「犯罪行為と処罰」は6節に分かれ、国家分裂罪・国家政権転覆罪・テロ活動罪・外国又は境外勢力と結託し国家安全に危害を及ぼす罪の四種類の犯罪行為の具体的な構成および相応の刑事責任と、それに対応した処罰規定および効力範囲を規定する。異なる状況を区分し、四種類の犯罪行為の刑罰を区別して規定する。
効力範囲は以下を含む:
- 香港特別行政区に登録されている船舶または航空機内での犯罪（36条）
- 香港特別行政区の永住者または居住者、会社や団体などの法人または法人でない組織が香港特別行政区外で罪を犯した場合（37条）
- 永住者の身分を有さない者が香港特別行政区以外で香港特別行政区に対して本法に規定する犯罪を実施した場合[19]（38条）

有罪となった場合、最高で終身刑または10年以上の懲役。積極的に参加した者は3年以上10年以下の懲役。その他参加者は3年以下の懲役、或いは拘留・保護観察処分。

### 事件の管轄・法律の適用と手続
特定の状況を除き、香港特別行政区は本法規定の犯罪事件に対し管轄権を行使する。
特定の状況は55条に規定され、
- 外国または域外勢力の介入を含む複雑な状況が含まれ、香港特別行政区の管轄に困難をきたす場合。
- 香港特別行政区政府が本法律を効果的に実施できない深刻な状況。
- 国家の安全が重大な脅威に直面している状況。

以上の場合を除き、この法律で規定された刑事事件を管轄するものとする。
香港特別行政区は国家安全に危害を及ぼす犯罪事件の立件捜査・公訴・審判・刑罰の執行を管轄し、本法と香港特別行政区の地方法を適用する。
香港特別行政区政府警務処国家安全維持部門が国家安全に危害を及ぼす犯罪事件を処理するとき、香港特別行政区の現行法律が許可する警察など執行部門が重大な犯罪事件を調査する時に採る各種措置を採ることができる。
香港特別行政区の管轄下での国家の安全維持に対する罪の裁判は、公訴手続に従う。裁判は公の場で行われるべきである。国家機密、公序良俗などを鑑み、公聴会に適さない場合、報道関係者および公衆は公聴会の全部または一部の公聴を禁じられるが、判決の結果は公表される。
香港特別行政区行政長官は現任若しくは資格に合致する前任裁判官・区域法院法官・高等法院原訴法廷法官・上訴法廷法官・終審法院法官の中から若干名の法官を指定すべきであり、また暫委若しくは特委法官の中から法官を指定でき、国家安全に危害を及ぼす犯罪事件を処理する責任を負う。

### 本法の解釈権
本法の解釈権は全国人民代表大会常務委員会に属する。

### 香港特別行政区の法律との関係
香港特別行政区の現行法と本法が一致しない場合、本法の規定を適用する。

## 本法適用の逮捕者
BBCによると2020年7月1日に香港警察は「香港国家安全維持法」に違反したとして男女10人を逮捕した。この中には香港の独立をうたう旗を掲げたデモ参加者も一人含まれる。この他に禁止されていた集会に参加したとして約360人が拘束された。

## 本法に対する世論と影響
本法をめぐっては、香港での言論の自由や政府に対する抗議活動が押さえつけられるという懸念の声があるほか、香港の高度な自治を保障した「一国二制度」を踏みにじるものだとする批判がなされている。国際世論には香港市民への援助の声もあり、かつて香港を統治していたイギリスは香港からの「逃げ道」を作るとしている。

### 香港市民の世論
- 5月28日に同法が採択されると、香港市民の間には怒りと無力感が広がり、海外に活路を見いだそうと移民を検討する市民が急増した。29日付の香港経済日報によると、市内の移民手続き代行業者に5日間で200件の問い合わせがあった。2〜3月の月平均は50件程度だったといい、同紙は「爆増」と報道した。5月に入ってからの問い合わせでの移住先としては台湾を検討する人が約4割を占めた[27]。
- ロイターが香港民意研究所（PORI）に委託して6月15日から18日にかけて実施した世論調査によると、「香港国家安全法案」に対し、強く反対の人は49%、ある程度反対の人は7%、支持の人は34%であった[28]。
- 5月31日、ジャッキー・チェンら2000人を超える香港の芸能関係者が連名で「国家安全法制」の導入支持を表明した。なお、ジャッキー・チェンらが声明を発表したのは『「国家安全法制」の導入支持を表明しなければ中国本土での芸能活動ができなくなるおそれがあり、それを避けるためではないか』という推測もある[29]。
- 香港衆志など民主活動団体・政党も立法に抗議する活動を行ったが、2020年6月30日の可決・成立を受け解散した[30]。
- 香港の図書館から、香港本土派、中国政府に批判的な書籍が降ろされ検閲の対象になった。(中国大陸で禁書とされる香港・台湾の書物を参照)[31][32][33]。

### 国際世論と政府の動き
- イギリス - 英領香港の最後の総督を務めたイギリスのクリストファー・パッテン貴族院議員は「中国は新たな形で独裁政治を進めている。香港の市民は裏切られた。つまり中国は信頼に足る相手でないことを（自ら）証明したわけだ」[34]、などと発言。英中共同宣言に違反する可能性にも言及した[35]。

5月28日、アメリカ、カナダ、オーストラリアと共に、香港への国家安全法導入は国際公約違反であるとして中国当局を非難する共同声明を発表した。
6月30日に中国当局が同法を施行に踏み切ると、ボリス・ジョンソン首相は翌日の7月1日、英中共同宣言への「明白で深刻な違反だ」と批判した上で、香港市民約300万人に対しイギリスへの入国管理規則を大幅に緩和し、市民権や永住権の申請を可能にする方針を明らかにした。対象となるのは1997年の香港返還以前に生まれた香港市民が持つことのできるイギリス海外市民（BNO）パスポートの保持者で、現時点で35万人いるほか、申請の条件を満たしている人が260万人いる。BNOの旅券保持者はビザ（査証）なしで英国に6か月間滞在できるが、その期間を5年間へと延長する。5年の滞在期間中は就労が可能で、その後永住資格取得を経て、市民権を申請できる。対象には香港在住のBNOの扶養家族も含まれる。なお、これに対して在英中国大使館は2日、計画を強行するのならば中国も対抗措置を講じると表明した。
7月20日、香港との犯罪人引き渡し条約を停止すると発表した。
- アメリカ合衆国 - 5月28日、共同声明を発表[36]。

29日、ドナルド・トランプ大統領はホワイトハウスでの記者会見で、中国が香港に国家安全法の導入を決めたことに関し「中国は香港に約束していた『一国二制度』を『一国一制度』に変えた」と批判。「香港の高度の自治は保証されなくなった」と述べ、米国-香港政策法でアメリカが香港に認めている優遇措置を見直す手続きへの着手を表明した。
8月7日、大統領令13936号により、香港国家安全維持法の施行に関与する人物として、アメリカ財務省は林鄭月娥香港行政長官、鄧炳強香港警務処長、盧偉聡元警務処長、李家超保安局長、鄭若驊律政司司長、曽国衛政制・内地事務局長、駱恵寧「駐香港連絡弁公室」主任、張暁明「香港マカオ事務弁公室」副主任、夏宝竜「香港マカオ事務弁公室」主任、鄭雁雄「国家安全維持公署」署長、陳国基「行政長官弁公室」主任の11人を「米国内資産凍結、米国人との取引禁止」の制裁対象に指定した。
- カナダ - 5月28日、共同声明を発表[36]。

7月3日、香港との犯罪人引渡し条約を停止し、香港との法執行関係を断つ最初の国となった。
- オーストラリア - 5月28日、共同声明を発表[36]。

7月9日、香港との犯罪人引渡条約を停止することを発表し、現在豪州に滞在する香港市民について、ビザを5年間延長し、その後永住権を申請できるようにする方針も明らかにした。
- 日本 - 5月28日、菅義偉官房長官は記者会見で「議決が国際社会や香港市民が強く懸念する中でなされたことや、香港の情勢を深く憂慮している」と述べた。同日、秋葉剛男外務事務次官は孔鉉佑駐日中国大使を外務省に呼び、「深い憂慮」を強く申し入れた[46]。なお、日本政府もアメリカやイギリスなどの共同声明に参加を打診されていたが、これを拒否した[47]。30日、茂木敏充外務大臣は、「国際社会や香港市民の強い懸念にもかかわらず、『国家安全』に関する法律が制定されたことに遺憾の意を表明する」とする談話を出した[48]。与党自民党の外交部会と外交調査会は7月3日の役員会で本法の制定を受け、習近平国家主席（総書記）の国賓来日を中止するよう政府に求める非難決議案をまとめた[49]。二階派はこれに反発[50]、 中国外務省の趙立堅副報道局長 は「反中パフォーマンス」と表現し無意味だとし、日本の一部の人は他国の内政問題に言い掛かりをつけ、政治的にあおり立てていると批判した[51]。
- ロシア - 5月26日、ロシア外務大臣セルゲイ・ラブロフは、香港関連の問題は完全に中国の内政問題であると述べ、米国は香港を促進するための中国国民会議に対して中国に制裁を課すと脅迫した。関連する国家安全保障法。他の問題に関する米国と中国の間の効果的な対話を助長する。[52] 7月2日、ロシア外務省モルグロフ副大臣は、中国政府による「香港国家安全保障法」の公布と実施は内政であると述べた。 ロシア外務省のスポークスマンZakharovaは、香港に関連するすべての問題は中国の内政に属し、外国は干渉する権利がないと述べた。[53] 7月8日、ロシア大統領ウラジーミル・プーチンは電話で習近平に電話で、ロシアは香港特別行政区における国家安全保障を維持するための中国の努力をしっかりと支持し、中国の主権を損なう挑発的な行動に反対すると述べた。中国は香港の長期的な繁栄と安定を完全に維持できると信じている[54]。ただし、プーチン大統領が香港国家安全維持法を支持したとする発言は中国メディアでのみ報じられ、ロシア連邦大統領府は「内政干渉への対策」に触れたとのみ発表しており、香港国家安全維持法への賛否などについては一切言及していない[55]。
- 中華民国（台湾） - 蔡英文総統は論争の的となっている法律に失望を表明し、香港の人々への人道支援を調整するための特別事務所が法律の通過に対応して7月1日に正式に開設されると発表した。[56][57][58] 民主進歩党は、これが香港の「一国二制度」政策の終わりであり、香港を旅する香港人と台湾人の両方が注意を払うべきだと警告した[59]。中国本土問題審議会の責任者である陳明通氏は、香港だけでなく世界中の人々に影響を与えているため、この法律を「天の帝国から世界の人々に向けて発布された法令」と説明した[60]。
- キューバ - 6月30日、キューバは第44回国連人権理事会で国家安全法を支持する53カ国を代表して共同声明を発表した[61][62]。
- 北朝鮮 - 外務省の報道官が朝鮮中央通信の質問に対して、アメリカなどの共同非難声明を「外部勢力と追随勢力の陰謀」と非難し、「香港問題は徹底的に中国の内政に属する問題として、いかなる国や勢力もそれに対してどうのこうのと言う権利がなく、われわれは香港の安定と社会経済発展を阻害する外部の干渉行為に断固反対、排撃する」と述べ、中国政府を支持した[63]。

## 香港立法会党派別意見

### 香港民主派の意見
司法の独立の精神や「一国二制度」の原則に背くもので、表面上は国家の安全を守るためといいながら、実際は香港市民の人権を奪うものだ、などと反発。